# 하타 히데아키
하타 히데아키(일본어: 秦 秀明, 1978년 6월 27일 ~ )는 일본의 연기 코치이자 연출가로, 도쿄도 출신이다.